# Starlight
Starlight är en låt av det brittiska rockbandet Muse och är den andra låten på deras album från 2006 Black Holes and Revelations. Den släpptes den 4 september 2006 i Storbritannien som den andra singeln från Black Holes and Revelations.

## Låtlista

### 7" picture disc
1. "Starlight" - 3:59[1]
2. "Supermassive Black Hole" (Phones Control Voltage Mix) - 4:19

### CD
1. "Starlight" - 3:59[1]
2. "Easily" - 3:40

### DVD
1. "Starlight" (video) - 4:07[1]
2. "Starlight" (audio) - 3:59
3. "Starlight" (making of the video)
4. "Gömd låt"